# La Tapisserie
La Tapisserie – ou Les Cinq Tisseuses – est un tableau réalisé par le peintre français Paul Sérusier en 1924. De format horizontal, cette huile sur toile est une scène de genre qui représente cinq jeunes femmes en costume breton travaillant à la création d'une tapisserie sur un métier à tisser. Elles se tiennent devant un fond rouge décoré d'étoiles dorées. Reçue en don de Marguerite Sérusier en 1948, l'œuvre est conservée au Petit Palais, à Paris.
Durant la dernière décennie de sa vie, Sérusier a peint plusieurs autres scènes figurant des travailleuses s'employant aux arts textiles.

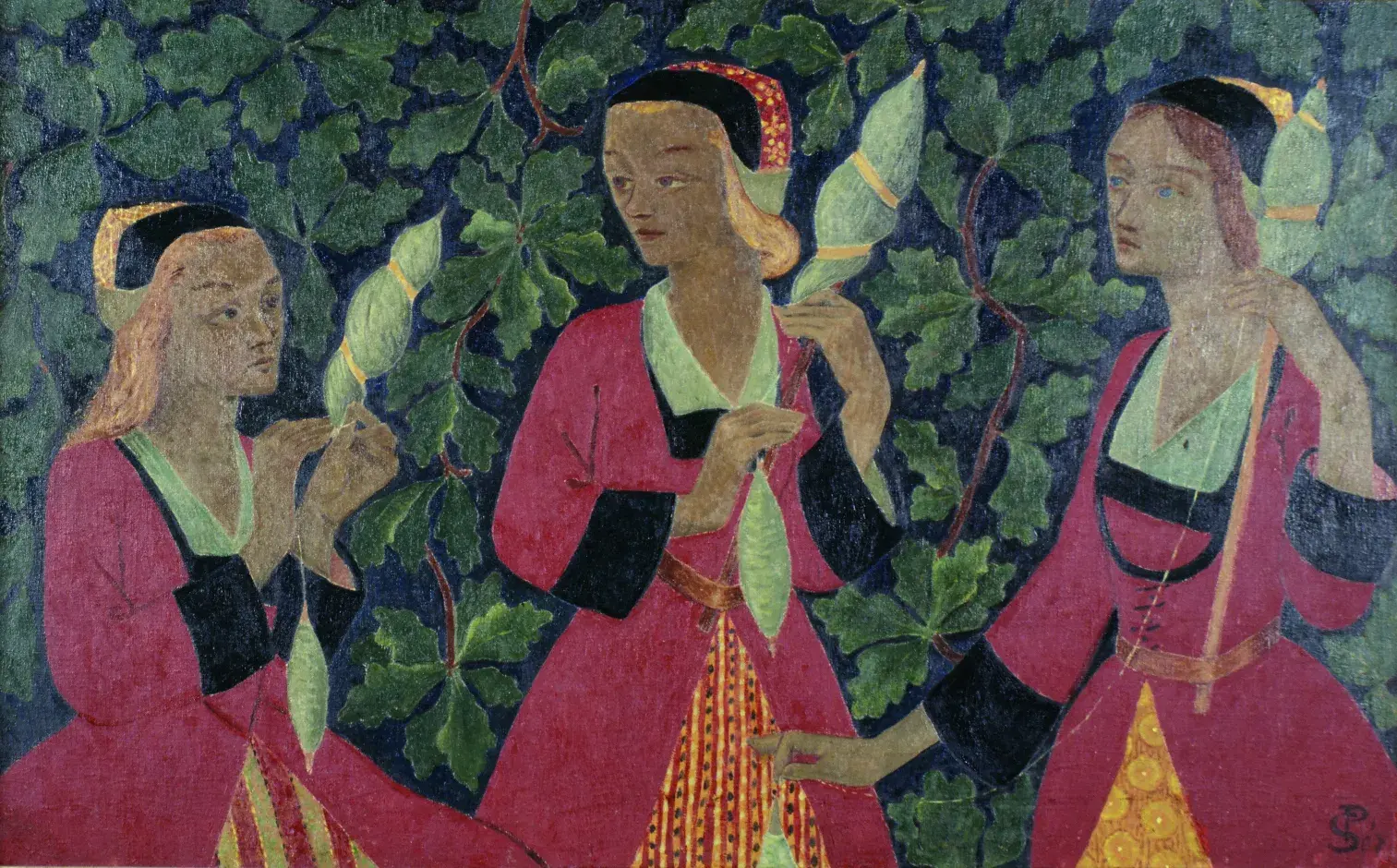
Les Trois Fileuses, 1918 – Musée des Beaux-Arts de Brest, Brest.
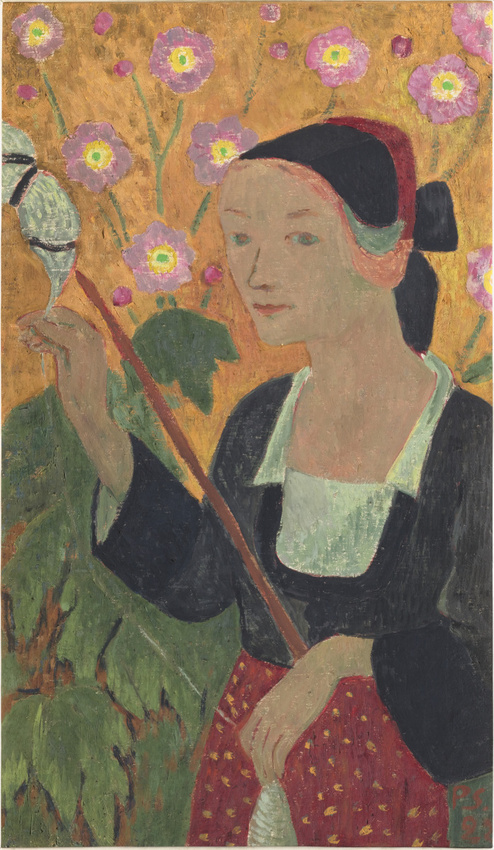
La Fileuse aux anémones, 1922 – Musée départemental Maurice-Denis, Saint-Germain-en-Laye.
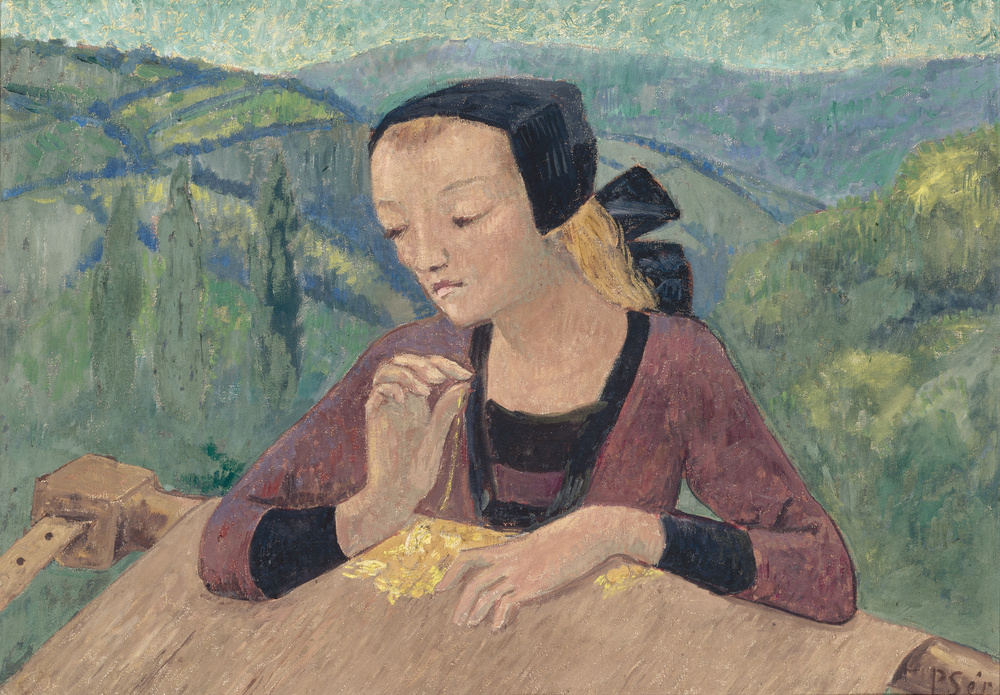
La Brodeuse, 1925-1927 – Musée d'Arts de Nantes, Nantes.